# 関口幸男
関口 幸男（せきぐち ゆきお、1935年 - ）は、日本の翻訳家。
本名、関口 義二(せきぐち よしじ)。

## 略歴
大阪府生まれ。
1957年、広島大学教育学部卒業。防衛庁、航空自衛隊を経て、翻訳家となる。
冒険SFの翻訳多数。

## 翻訳
- 『地球生まれの銀河人』（リイ・ブラケット 、早川書房、ハヤカワSF文庫） 1971
- 『永遠に生きる男』（R・デウィット・ミラー&アンナ・ハンガー、早川書房、ハヤカワSF文庫） 1973
- 『銀河の果ての惑星』（アンドレ・ノートン、早川書房、ハヤカワSF文庫） 1973
- 『炎の塔の剣士』（ノーヴェル・W・ペイジ、早川書房、ハヤカワSF文庫） 1973
- 『熊神の王国の剣士』（ノーヴェル・W・ペイジ、早川書房、ハヤカワ文庫） 1974
- 『手榴弾・迫撃砲 : 塹壕戦の必殺兵器』（イアン・フォッグ、サンケイ新聞社出版局、第二次世界大戦ブックス） 1974
- 『次元侵略者』（ジョン・ブラナー、早川書房、ハヤカワ文庫） 1976
- 『ネス湖の怪物』（フレッド・ホイル, ジェフリイ・ホイル 、角川書店、角川文庫SFジュブナイル） 1977
- 『スクワーム』（リチャード・カーティス、サンケイ出版、サンケイノベルス） 1977
- 『テラの秘密調査官』（ジョン・ブラナー、早川書房、ハヤカワ文庫SF） 1978
- 『チャイナ・シンドローム : 原発事故』（バートン・ウォール、広済堂出版） 1979
- 『流れ星をつかまえろ』（ジョン・ブラナー、早川書房、ハヤカワ文庫SF） 1979
- 『ダブル・ジャック』（ポール・ウィーラー、早川書房、ハヤカワ・ノヴェルズ） 1980
- 『黄金の罌粟の国』（ハントン・ダウンズ、角川書店、角川文庫） 1980
- 『フライト・ワン』（チャールズ・カーペンティア、早川書房） 1980
- 『冬の子供たち』（マイクル・コニイ、サンリオ、サンリオSF文庫） 1980
- 『パンドラ効果』（ジャック・ウィリアムスン、斎藤伯好共訳、早川書房、ハヤカワ文庫SF） 1981
- 『眩暈』（ボブ・ショウ、サンリオ、サンリオSF文庫） 1982
- 『アステリスク極秘文書』（キャンベル・ブラック、角川書店） 1982
- 『空の悪魔SAM-7』（リチャード・コックス、早川書房、Hayakawa novels） 1982
- 『ウォー・デイ』（W・ストリーバー, J・W・クネトカ、新潮社、新潮文庫） 1985
- 『イエーガー : 音の壁を破った男』（チェック・イエーガー, レオ・ジェイノス、サンケイ出版） 1986
- 『消えたサンフランシスコ』（ブライアン・ハーバート、早川書房、ハヤカワ文庫SF） 1989
- 『コーポレイト・ウォーズ』上・下（ ジョー・クリフォード・ファウスト、早川書房、ハヤカワ文庫SF） 1990
- 『ありえざる都市』上・下（デイヴィッド・ジンデル、早川書房、海外SFノヴェルズ） 1990、のち文庫
- 『呼び戻されたスパイ』上・下（アントニイ・プライス、扶桑社、扶桑社ミステリー） 1990
- 『香港大脱出』上・下（ジョン・トレンヘイル、扶桑社、扶桑社ミステリー） 1992
- 『クリサリス : 極秘ファイル奪回作戦』上・下（ジョン・トレンヘイル、扶桑社、扶桑社ミステリー） 1993
- 『スピーシーズ 種の起源』（イヴォンヌ・ナヴァロー、早川書房、ハヤカワ文庫SF） 1995
- 『勇者にふられた姫君』（L・スプレイグ・ディ・キャンプ, デイヴィッド・ドレイク、早川書房、ハヤカワ文庫FT） 1996
- 『ファイナルジェンダー : 神々の翼に乗って』上・下（ジェイムズ・アラン・ガードナー、 早川書房、ハヤカワ文庫SF） 1999
- 『プラネットハザード : 惑星探査員帰還せず』上・下（ジェイムズ・アラン・ガードナー、 早川書房、ハヤカワ文庫SF） 1999
- 『邪空の王』上・下（マーガレット・ワイス, トレイシー・ヒックマン、早川書房、ハヤカワ文庫FT、至高の石1） 2002

### エドガー・ライス・バロウズ
- 『月の地底王国』（エドガー・ライス・バロウズ、早川書房、ハヤカワSF文庫、ムーン・シリーズ1） 1970
- 『時に忘れられた世界』（エドガー・ライス・バロウズ、早川書房、ハヤカワSF文庫） 1970
- 『栄光のペルシダー』（エドガー・ライス・バロウズ、早川書房、ハヤカワSF文庫、地底世界シリーズ5） 1971
- 『恐怖のペルシダー』（エドガー・ライス・バロウズ、早川書房、ハヤカワSF文庫、地底世界シリーズ6） 1971
- 『時の深き淵より』（エドガー・ライス・バロウズ、早川書房、ハヤカワSF文庫） 1971
- 『モンスター・マン』（エドガー・ライス・バロウズ、早川書房、ハヤカワSF文庫） 1973

### ポール・アンダースン
- 『折れた魔剣』（ポール・アンダースン、早川書房、ハヤカワ文庫） 1974、のち新版
- 『鳥人大戦争 : 長編冒険SF』（ポール・アンダースン、双葉社、Futaba novels） 1981
- 『焦熱期』（ポール・アンダースン、早川書房、ハヤカワ文庫SF） 1983

### ジェームズ・ハーバート
- 『鼠』（ジェームズ・ハーバート、サンケイ新聞社出版局、サンケイノベルス） 1975
- 『霧』（ジェームズ・ハーバート、サンケイ出版、サンケイノベルス） 1976
- 『ザ・サバイバル』（ジェームス・ハーバート、サンケイ出版、サンケイノベルス） 1978
- 『仔犬になった男』（ジェームズ・ハーバート、サンケイ出版） 1979
- 『魔界の家』（ジェームズ・ハーバート、早川書房、ハヤカワ文庫NV） 1987
- 『ダーク』（ジェームズ・ハーバート、早川書房、ハヤカワ文庫NV、モダンホラー・セレクション） 1988
- 『聖槍』（ジェームズ・ハーバート、早川書房、ハヤカワ文庫NV、モダンホラー・セレクション） 1988

### リン・カーター

#### 「緑の太陽」シリーズ
- 『緑の星の招くとき』（リン・カーター、早川書房、ハヤカワ文庫SF、緑の太陽シリーズ1） 1976
- 『緑の星の下で』（リン・カーター、早川書房、ハヤカワ文庫SF、緑の太陽シリーズ2） 1976
- 『緑の星の暗黒世界で』（リン・カーター、早川書房、ハヤカワ文庫SF、緑の太陽シリーズ3） 1977

#### 「レムリアン・サーガ」
- 『ゾンガーと魔道師の都』（リン・カーター、早川書房、ハヤカワ文庫SF、レムリアン・サーガ4） 1977
- 『時の果てに立つゾンガー』（リン・カーター、早川書房、ハヤカワ文庫SF、レムリアン・サーガ5） 1978
- 『海賊と闘うゾンガー』（リン・カーター、早川書房、ハヤカワ文庫SF、レムリアン・サーガ6） 1978

### 「ドクター・フー」シリーズ
- 『ダレク族の逆襲!』（テランス・ディックス、早川書房、ハヤカワ文庫SF、ドクター・フー・シリーズ） 1980
- 『時空大血闘!』（デイヴィッド・ホイティカー、早川書房、ハヤカワ文庫SF、ドクター・フー・シリーズ） 1980
- 『戦慄!地底モンスター』（マルカム・ハルク、早川書房、ハヤカワ文庫SF、ドクター・フー・シリーズ） 1980
- 『オートン軍団の襲来!』（テランス・ディックス、早川書房、ハヤカワ文庫SF、ドクター・フー・シリーズ） 1980
- 『恐るべき最終兵器!』（マルカム・ハルク、早川書房、ハヤカワ文庫SF、ドクター・フー・シリーズ） 1980

### 「ハロルド・シェイ」
- 『神々の角笛』（L・S・ディ・キャンプ, F・プラット、早川書房、ハヤカワ文庫FT、ハロルド・シェイ1） 1981
- 『妖精郷の騎士』（L・S・ディ・キャンプ, F・プラット、早川書房、ハヤカワ文庫FT、ハロルド・シェイ2） 1982
- 『鋼鉄城の勇士』（L・S・ディ・キャンプ, F・プラット、早川書房、ハヤカワ文庫FT、ハロルド・シェイ3） 1983
- 『英雄たちの帰還』（L・S・ディ・キャンプ, F・プラット、早川書房、ハヤカワ文庫FT、ハロルド・シェイ4） 1983

### 「東の帝国」
- 『西の反逆者』（フレッド・セイバーヘーゲン、早川書房、ハヤカワ文庫SF、東の帝国1） 1982
- 『黒の山脈』（フレッド・セイバーヘーゲン、早川書房、ハヤカワ文庫SF、東の帝国2） 1982
- 『アードネーの世界』（フレッド・セイバーヘーゲン、早川書房、ハヤカワ文庫SF、東の帝国3） 1983

### 「黄昏の戦士」
- 『夕映えの戦士』（エリック・ヴァン・ラストベーダー、早川書房、ハヤカワ文庫FT、黄昏の戦士1） 1984
- 『真夜中の戦士』（エリック・ヴァン・ラストベーダー、早川書房、ハヤカワ文庫FT、黄昏の戦士2） 1984
- 『暁の戦士』（エリック・ヴァン・ラストベーダー、早川書房、ハヤカワ文庫FT、黄昏の戦士3） 1984
- 『月下の戦士』（エリック・ヴァン・ラストベーダー、早川書房、ハヤカワ文庫FT、黄昏の戦士外伝） 1985

### 「銀河辺境」シリーズ
- 『光子帆船フライング・クラウド』（A・バートラム・チャンドラー、早川書房、ハヤカワ文庫SF、銀河辺境シリーズ外伝1） 1986
- 『銀河傭兵部隊』（A・バートラム・チャンドラー、早川書房、ハヤカワ文庫SF、銀河辺境シリーズ外伝2） 1986
- 『暗黒星雲突破!』（A・バートラム・チャンドラー、早川書房、ハヤカワ文庫SF、銀河辺境シリーズ外伝3） 1986
- 『時空漂流船現わる!』（A・バートラム・チャンドラー、早川書房、ハヤカワ文庫SF、銀河辺境シリーズ外伝4） 1986
- 『辺境星域の神々』（A・バートラム・チャンドラー、早川書房、ハヤカワ文庫SF、銀河辺境シリーズ外伝5） 1988
- 『名誉の殿堂』（A・バートラム・チャンドラー、早川書房、ハヤカワ文庫SF、銀河辺境シリーズ外伝6） 1988
- 『次元交錯星域』（A・バートラム・チャンドラー、早川書房、ハヤカワ文庫SF、銀河辺境シリーズ外伝7） 1989
- 『銀河辺境の彼方』（A・バートラム・チャンドラー、早川書房、ハヤカワ文庫SF、銀河辺境シリーズ外伝8） 1989

### ケネス・ロイス
- 『クリプト・マン』（ケネス・ロイス、サンケイ出版、サンケイ文庫、海外ノベルス・シリーズ） 1986
- 『モズリー卿の領収証』（ケネス・ロイス、サンケイ出版、サンケイ文庫、海外ノベルス・シリーズ） 1987
- 『テロリストの女』（ケネス・ロイス、扶桑社、扶桑社ミステリー） 1988

### 「力の言葉」
- 『魔法の窓』上・下（デイヴ・ダンカン、早川書房、ハヤカワ文庫FT、力の言葉1） 1992
- 『荒涼たる妖精の地』上・下（デイヴ・ダンカン、早川書房、ハヤカワ文庫FT、力の言葉2） 1992
- 『荒れ狂う海』上・下（デイヴ・ダンカン、早川書房、ハヤカワ文庫FT、力の言葉3） 1993
- 『帝王と道化』上・下（デイヴ・ダンカン、早川書房、ハヤカワ文庫FT、力の言葉4） 1994

### 「サイティーン」
- 『サイティーン1 彼方の母なる世界』（C・J・チェリイ、早川書房、ハヤカワ文庫SF） 1993
- 『サイティーン2 再生された独裁者』（C・J・チェリイ、早川書房、ハヤカワ文庫SF） 1993
- 『サイティーン3 宿命を継ぐ少女』（C・J・チェリィ、早川書房、ハヤカワ文庫SF） 1993
- 『サイティーン4 新たなる変革の時』（C・J・チェリイ、早川書房、ハヤカワ文庫SF） 1993

### 「シャーリアの魔女」
- 『海より生まれし娘』上・下（ダイアナ・マーセラス、早川書房、ハヤカワ文庫FT、シャーリアの魔女1） 2003
- 『夢の灯りがささやくとき』上・下（ダイアナ・マーセラス、早川書房、ハヤカワ文庫FT、シャーリアの魔女2） 2004
- 『夜明けをつげる森の調べ』上・下（ダイアナ・マーセラス、早川書房、ハヤカワ文庫FT、シャーリアの魔女3） 2005

## その他
- 『ドクター・フー 「火星のピラミッド」』（日本語版監修、VHS、ポニー） 1986